# Нисса (Каппадокия)
Ни́сса (греч. Νύσσα) — позднеримский город в Каппадокии, располагавшийся недалеко от современного города Хармандалы, района Ортакее, провинции Аксарай, в центральной Турции. Иногда Нисса также идентифицируется с современным городом Невшехир, хотя современная наука ставит под серьёзное сомнение такое отождествление.
В Ниссе существовала епископская кафедра, которую в IV веке занимал святитель Григорий Нисский.
Археологические раскопки состоят из двух мест, названный Büyükkale (большой замок) и Küçükkale (малый замок), расположенные в 2 км к северу от Хармандалы.